# Лицар назавжди
Лицар назавжди (англ. Forever Knight) — канадський фантастичний детективний телесеріал про Ніка Найта, 800-річного вампіра, який працює поліцейським детективом у сучасному Торонто. Змучений почуттям провини за століття вбивств, він шукає викуплення, працюючи детективом у нічну зміну і намагаючись знайти спосіб знову стати людиною. Прем'єра серіалу відбулася 5 травня 1992 року, а завершилася фіналом третього сезону 17 травня 1996 року.

## Сюжет
Серіал розповідає про пригоди Ніка Найта, поліцейського з Торонто, який працює у нічній зміні зі своїм партнером Дональдом Шенке. Насправді Нік — 800-річний вампір Ніколас. Шкодуючи про свої численні минулі, Ніколас працює поліцейським і часто використовує свої особливі здібності, щоб притягнути злочинців до відповідальності. Щоразу, коли він працює над своїми справами, Ніколас згадує подібні ситуації зі свого минулого, і вони з'являються як спогади в епізодах. Ніколас пояснює свою необхідність працювати в нічну зміну, стверджуючи, що у нього шкірний розлад, фотодерматит, який вимагає від нього триматися подалі від сонячного світла. Відмовляючись харчуватися кров'ю людей, він виживає, п'ючи кров тварин у пляшках, що більшість вампірів вважає відразливим. Єдина людина, яка знає його справжню природу, — це його подруга Наталі Ламберт, міський медичний експерт, якій не подобається, що Ніколас використовує свої особливі сили, оскільки вона вважає, що це збільшує його потребу в крові.

## У ролях
| Актор              | Роль                   |
| ------------------ | ---------------------- |
| Джерайнт Він Девіс | детектив Нік Найт      |
| Найджел Беннетт    | Люсьєн ЛаКруа          |
| Дебора Дюшен       | Джанетт Дюшарме        |
| Кетрін Дішер       | Наталі Ламберт         |
| Джон Капелос       | детектив Дональд Шенке |
| Гарі Фармер        | капітан Джо Стонетрі   |
| Нацуко Огама       | капітан Аманда Коен    |
| Бен Басс           | Хав'єр Вашон           |
| Ліза Райдер        | детектив Трейсі Веттер |
| Блу Манкума        | капітан Джо Різ        |
| Грег Крамер        | Скрід                  |
| Кері Матчетт       | Елісс де Брабант       |

## Нагороди
Серіал був номінований на 13 премій «Джеміні» і один раз виграв у 1996 році. Він також був номінований на премію Golden Reel Award у 1992 році, але не переміг. Він посідав 23 місце в рейтингу найпопулярніших культових серіалів за версією журналу TV Guide у 2004 році але був виключений зі списку у 2007 році.